# Könitz Porzellan

Kinderservice von Könitz Kahla um 1965

Die Könitz Porzellan GmbH ist eine Firma in Könitz, einem Ortsteil der Gemeinde Unterwellenborn. Zum Unternehmen zählen die Wiedemannsche Druckerei und die Marke WAECHTERSBACH.

## Zeittafel
| Jahr | Ereignis                                                                               |
| ---- | -------------------------------------------------------------------------------------- |
| 1909 | Inbetriebnahme der ersten Rundöfen am Standort Könitz                                  |
| 1912 | Erweiterung der Produktion                                                             |
| 1948 | Übernahme des Werkes in die Sowjetische A. G. Keramische Werke Hermsdorf               |
| 1951 | Betrieb geht in Volkseigentum über                                                     |
| 1962 | Zusammenschluss mit Kahla zu "Vereinigte Porzellanwerke Könitz-Kahla"                  |
| 1993 | Kauf von Könitz Porzellan von der Treuhand durch Turpin Rosenthal                      |
| 2000 | Beteiligung an der Wiedemannschen Druckerei                                            |
| 2001 | Gründung der thailändischen Tochterfirma Konitz Asia                                   |
| 2006 | Übernahme der Unternehmen „Waechtersbacher Keramik“ und „Weimarer Porzellanmanufaktur“ |
| 2009 | Feier des 100-jährigen Bestehens                                                       |
| 2023 | Insolvenz Rosenthal und Waechtersbach                                                  |

## Geschichte

### Gründungsjahre
Gegründet 1909 von Alois Rödl und Max Metzel. Man firmierte Könitzer Porzellanfabrik, Rödl & Metzel GmbH.  1909 wurde in Könitz die Porzellanfabrik mit vier Rundöfen in Betrieb genommen. Die ersten Produkte – Tassen, Kaffeebecher, Schüsseln, Teesätze u. a. – gingen hauptsächlich nach England. Bereits 1912 musste die Firma wegen der starken Nachfrage erweitert werden. 1913 scheidet Alois Rödel aus dem Unternehmen aus. Firmiert ab 1914 daher als Könitzer Porzellanfabrik, Gebr. Metzel. In den folgenden Jahrzehnten konnten durch ein verändertes Firmenkonzept viele, auch internationale, Märkte gewonnen werden. 1930 sind Richard und Max Metzel die Inhaber. Am Ende des Zweiten Weltkrieges galt die Könitzer Porzellanfabrik als eines der bestgeführten mittelständischen Unternehmen. Die sowjetische Besatzungsmacht veranlasste 1948 die Übernahme des Werkes in die „Sowjetische A.G. Keramische Werke Hermsdorf“ zur Produktion ausschließlich technischen Porzellans. Mit dem Wegfall der Reparationszahlungen ging der Betrieb 1951 in Volkseigentum über, blieb aber Teil der Hermsdorfer Werke. 1954 nahm das Werk, nun in eigener Regie, wieder die Produktion von Haushaltsporzellan auf.

### Die Periode der Vereinigten Porzellanwerke Könitz-Kahla
Im Jahre 1962 schlossen sich das Könitzer Porzellanwerk und das Kahlaer Porzellanwerk zu den „Vereinigten Porzellanwerken Könitz-Kahla“ zusammen. Während dieser Zeit gab es eine gemeinsame Bodenmarke mit dem Namen „Vereinigte Porzellanwerke Könitz-Kahla“. Anfang der 1970er Jahre verschwand der Name Könitz für fast 20 Jahre aus der Bodenmarke als noch weitere Porzellanwerke, u. a. Volkstedt, Uhlstädt, Garsitz bei Königsee und Langenberg in Gera sich zum Kombinat Kahla zusammenschlossen. Zwischen 1984 und 1985 trugen Investitionen dazu bei, dass in Könitz die modernste Bechertaktstraße in Europa entstand. Im Dezember 1985 ging diese in Betrieb. Neben Kahla Porzellan war Könitz Porzellan eines der wenigen Porzellanwerke, das nach der Wende weiterbestand. Das vorhandene Bechersortiment wurde um neue Formen und Designs erweitert.

### Aufbruch durch Eigenständigkeit
Nach der Wende kaufte am 21. Dezember 1993 Turpin Rosenthal, ein Sohn von Philip Rosenthal, Könitz Porzellan von der Treuhand. Durch die Entwicklung eigener Kollektionen und der Spezialisierung auf Sonderanfertigungen für Werbekunden entstand das Synonym als Becherspezialist. Im Jahr 2000 beteiligte sich Könitz Porzellan an der Wiedemannsche Druckerei, 2001 wurde die thailändische Tochterfirma Konitz Asia gegründet. 2006 übernahm Könitz Porzellan die Unternehmen Waechtersbacher Keramik und Weimarer Porzellanmanufaktur.
Einhergehend mit umfangreichen Investitions- und Umbaumaßnahmen, wie z. B. der Kauf des neuen Dekorbrandofens 2008, baute Könitz seine Stellung am internationalen Markt stetig weiter aus.

### Gegenwart
2009 feierte Könitz sein 100-jähriges Bestehen. Im Zuge dessen wurde der Werksverkauf umstrukturiert und renoviert und Anfang September 2009 neueröffnet.
Die eigenen Kollektionen unter der Marke Könitz werden seitdem auch durch die Produktion und Vertrieb namhafter Lizenzen wie Der Kleine Prinz, Asterix, Weißt du eigentlich wie lieb ich dich hab und Picasso stetig ausgebaut. Zudem werden neben Werbekunden zunehmend Kunden aus dem Bereich Merchandising und Handel weltweit in 80 Ländern bedient.

## Belege
1. ↑  Geschichte des Unternehmens